# EcuRed
EcuRed és un projecte d'enciclopèdia en xarxa del govern de Cuba. És desenvolupat i administrat principalment per persones afins al Jove Club de Computació i Electrònica, organisme del Ministeri d'Informàtica i Comunicacions, que disposa de més de 600 centres formatius en tota l'illa encarregats d'ensenyar computació.
Va aparèixer oficialment el 14 de desembre de 2010, amb l'auspici del govern cubà i el suport de l'Oficina Nacional per a la Informatització i de l'Institut d'Informació Científica i Tecnològica. La seva filosofia és l'acumulació i el desenvolupament del coneixement amb un objectiu democratitzador, no lucratiu, i des d'un punt de vista descolonitzador. El seu nom ve d'«ecumene», que significa món. De moment compta amb més de 196.000 articles i 286.000 arxius, molts d'ells relacionats amb biografies i història cubana, disposa també de 50.000 usuaris registrats i 3,5 milions d'edicions realitzades.

## Característiques
EcuRed utilitza el programari MediaWiki, similar al de la Viquipèdia, i el disseny de la pàgina mostra els colors de la bandera cubana.
La totalitat dels continguts d'EcuRed només poden ser modificats per usuaris registrats. El registre a la wiki és, com en qualsevol lloc, a través d'un correu-e de confirmació, i pot registrar-s'hi qualsevol persona independentment del país d'origen. Inicialment es va preveure permetre el registre lliure. Els cubans que no tenen adreça-e poden editar les pàgines mitjançant el Jove Club de Computació present a tota l'illa.

## Continguts
En les seves pàgines hi predominen articles d'història i biografies de personalitats, havent-hi també articles sobre geografia i divulgació científica.
EcuRed ocupa la posició 20a entre els llocs més visitats a Cuba segons dades del lloc web Alexa.Una de les raons d'aquesta xifra és que l'enciclopèdia es pot consultar des de la intranet cubana (.cu) que és 10 vegades més barata que la connexió a internet des de l'illa.